# 1500
Năm 1500 là một năm nhuận bắt đầu vào Thứ Tư trong lịch Julius.

## Sự kiện
- Văn minh Maya kết thúc.
- Duarte Barbosa đến Ấn Độ.

## Sinh
- 6 tháng 1 - John của Avila, linh mục người Tây Ban Nha (mất 1569)
- 22 tháng 2 - Đức Hồng y Rodolfo Pio da Carpi, nhà văn Ý (mất 1564)
- 24 tháng 2 - V Charles, Hoàng đế La Mã Thần thánh (mất 1558)
- 12 tháng 4 - Joachim Camerarius, học giả kinh điển người Đức (mất 1574)
- 23 tháng 4 - Alexander ale, nhà thần học người Scotland (mất 1565)
- 17 tháng 5 - Frederick II, Công tước xứ Mantua, (mất 1540)
- 1 tháng 11 - Benvenuto Cellini, thợ kim hoàn và nhà điêu khắc người Ý (mất 1571)
- Ngày chưa biết:
  - Johannes Aal, nhà thần học và soạn nhạc Thụy Sĩ (mất 1553)
  - Charles Dumoulin, luật gia người Pháp (mất 1566)
  - Reginald Pole, Đức Hồng y Đức Tổng Giám mục của Canterbury (mất 1558)
  - Johann Stumpf, nhà văn Thụy Sĩ (mất 1576)
- Có thể xảy ra:
  - Ngô Thừa Ân, tiểu thuyết gia Trung Quốc (mất 1582)
  - Heinrich Faber, nhà lý luận âm nhạc Đức (mất 1552)
  - Francisco de Moraes, nhà văn người Bồ Đào Nha (mất 1572)
  - Mem de Sá, Toàn quyền Brazil (mất 1572)

## Mất
- 28 tháng 5
  - Bartolomeu Dias, người Bồ Đào Nha (sinh 1450)
  - Thomas Rotherham, bộ trưởng Anh (sinh 1423)
- 26 tháng 6 - Edmund Tudor, Công tước Somerset (sinh 1499)
- 02 tháng 9 - Albert , Công tước xứ Saxony (sinh 1443)
- 15 tháng 9 - John Morton, Đức Tổng Giám mục của Canterbury (bc 1420)
- 6 Tháng 10 - John Alcock, người Anh (sinh 1430)
- 21 tháng 10 - Thiên hoàng Go-Tsuchimikado của Nhật Bản (sinh 1442)
- Ngày chưa biết:
  - Michael Tarchaniota Marullus, học giả, nhà thơ và người lính (bc 1453)
- 'Có thể xảy ra'
  - Juan Pérez de Gijón, nhà soạn nhạc người Tây Ban Nha (sinh 1460)
  - Stefano Infessura, nhà văn nhân đạo (sinh 1435)
  - Fyodor Kuritsyn, chính khách Nga